# منير الغضبان
الدكتور منير الغضبان ، داعية إسلامي، من مواليد (التل – دمشق - سوريا) عام 1942 م حتى 1 يونيو - 2014م ، المراقب العام لجماعة الإخوان المسلمين في سوريا سابقًا ، توفي في مكة المكرمة من يوم الأحد الموافق 3 رجب 1435 هـ، وصلي عليه بالمسجد الحرام.

## المؤهلات العلمية
- حاصل على إجازة في الشريعة – جامعة دمشق – 1967م.
- دبلوم عام في التربية – جامعة دمشق – 1968م.
- ماجستير في اللغة العربية من معهد البحوث والدراسات العربية بالقاهرة – 1972م.
- دكتوراه في اللغة العربية من جامعة القرآن الكريم بالسودان – 1997م.
- حائز على جائزة سلطان بروناي للسيرة النبوية – 2000م.

## العمل
- وقد عمل في التدريس في المراحل الابتدائية والمتوسطة والثانوية بدمشق – 1972م،
- وأيضاً موجه تربوي بإدارة تعليم البنات في الطائف بالمملكة السعودية 1393 – 1395 هـ.
- عمل كداعية في الخارج برئاسة الإفتاء بالمملكة العربية السعودية (خارج المملكة) 1400 – 1407 هـ.
- عمل كباحث تربوي بجامعة أم القرى بمركز الدراسات الإسلامية بمكة المكرمة 1407 – 1420 هـ.
- عمل كباحث ثقافي في الندوة العالمية للشباب الإسلامي 1421 هـ.

## من مؤلفاته
في السيرة النبوية:
- المنهج الحركي للسيرة النبوية المنهج التربوي للسيرة النبوية (أحد عشر مجلدا)
- المنهج الإعلامي للسيرة النبوية (الشعر في عهد النبوة).
- فقه السيرة النبوية، وهو مقرر مادة السيرة النبوية في جامعة أم القرى والعديد من الجامعات العربية والإسلامية.
- التراتيب الإدارية في نظام الحكومة النبوية، تقريب وتهذيب.
- التربية السياسية للطفل المسلم.
- فقه التمكين في السيرة النبوية.
- أخلاقيات الحرب في السيرة النبوية.
- الأخوات المؤمنات .(وقد قررته الرئاسة العامة لتعليم البنات بالسعودية كتابا مساعدا لمدة سبع سنوات لطالبات المرحلة الثانوية .
- كتاب الأربعين في سيرة سيد المرسلين.
- محمد (صلى الله عليه وسلم) (بالاشتراك مع آخرين)

في التاريخ الإسلامي:
- معاوية بن أبي سفيان.
- أبو ذر الغفاري.
- المسيرة الإسلامية للتاريخ.
- عمرو بن العاص (الأمير المجاهد)
- هند بنت عتبة.
- المسيرة الإسلامية لجيل الخلافة الراشدة –عهد الصديق- (تحرير العراق والشام والجزيرة)
- جولات نقدية في كتاب الخلافات السياسية بين الصحابة.

فكر إسلامي ومعادي:
- الحركات القومية في ميزان الإسلام.
- سورية في قرن.
- سيد قطب ضد العنف.
- إليك أيها الفتى المسلم.
- إليك أيتها الفتاة المسلمة.
- أفكاري التي أحيا من أجلها.
- التحالف السياسي في الإسلام.
- نحن والغرب على ضوء السنن الربانية (العراق وأمريكا نموذجا)

في التربية الإسلامية:
- من معين التربية الإسلامية.
- طرق تدريس المواد الدينية (للصف الثاني بدار المعلمات) (بالاشتراك مع آخرين)
- طرق تدريس المواد الدينية واللغة العربية (للصف الثالث بدار المعلمات) (بالاشتراك مع آخرين)

## وصلات خارجية
- د. منير الغضبان: الحركة الإسلامية جزءٌ من حركة الإسلام في هذا العالم، المركز الإعلامي لجماعة الإخوان المسلمين في سورية، 16 حزيران يونيو 2008م